# 天童温泉篠田病院
天童温泉篠田病院（てんどうおんせんしのだびょういん、Tendo onsen Shinoda Hospital）は、山形県天童市にある医療機関。

## 概要
天童温泉街のすぐ近くに位置する。天童温泉の源泉を使用した温泉浴室を備えた病院である。一般病棟のほか、認知症治療を専門とした認知症治療病棟も存在する。
1941年に山形市にある篠田総合病院の分院と形で開設。1980年に現在の名称である天童温泉篠田病院となり、2006年、現在地に新築移転している。
許可病床数は一般病棟が60床、認知症治療病棟が60床、人間ドック棟が4床で計124床となっている。

## 診察科
- 内科
- 外科
- 整形外科
- 脳神経外科
- 婦人科
- 耳鼻科
- 泌尿器科
- 精神科(もの忘れ外来)
- 歯科
- 歯科口腔外科

## 施設概要
- 1F
  - 外来棟
- 2F
  - 一般病棟
- 3F
  - 認知症疾患治療病棟
- 4F
  - 管理棟

## 温泉泉質
天童温泉の源泉を使用している。
- ナトリウム・カルシウム・硫酸塩泉[1]
- 効能動脈硬化、きりきず、やけど、慢性皮膚病、神経痛、筋肉痛、関節痛、五十肩、運動麻痺、関節のこわばり、うちみ、くじき、慢性消化器病、痔疾、冷え症、病後回復期、疲労回復、健康増進[1]

## アクセス
- 鉄道
  - JR山形線天童駅から徒歩10分[2]。
- バス
  - 天童市営バス・山交バスで「篠田病院前」下車[2]。

駐車場：120台収容

## 周辺
- 天童温泉
- 広重美術館
- 道の駅天童温泉